# São Félix de Balsas
São Félix de Balsas là một đô thị thuộc bang Maranhão, Brasil. Đô thị này có diện tích 2032,302 km², dân số năm 2007 là 4344 người, mật độ 2,14 người/km².